# ソニーグループ
ソニーグループ株式会社（英: SONY GROUP CORPORATION、通称SGC）は、日本の多国籍コングロマリット。テクノロジーとエンターテインメントを中心に世界的に事業を展開する。2021年にエレクトロニクス分野を事業会社の（2代目）ソニー株式会社に移管して持株会社に移行した。東京都港区港南（ソニーシティ）に本社を置く。
CMOSイメージセンサやテレビ （BRAVIA）・カメラ（α）などのハードウェア分野、ハリウッドのビッグ5でありソニー・アメリカの完全子会社であるコロンビア・ピクチャーズの「スパイダーマン・ユニバース」制作をはじめとする映画（ソニー・ピクチャーズ）・世界三大レーベルであり、音楽出版会社を擁する音楽（ソニー・ミュージック）・アニメの企画制作（アニプレックス）などのソフトウェア分野と、ハード・ソフト・サービスを横断するかたちで、家庭用ゲームブランド「PlayStation」とそのネットワークサービス（PlayStation NetworkおよびPlayStation Plus）をもつゲーム事業（ソニー・インタラクティブエンタテインメント）のほか、ソニー生命やソニー損保・ソニー銀行などの金融事業（ソニーフィナンシャルグループ）を併せ持つ。
東証プライム市場およびニューヨーク証券取引所（NYSE）上場企業であり、日経平均株価およびTOPIX Core30、JPX日経インデックス400の構成銘柄の一つ。

## 概要
創業以来、本社機能とエレクトロニクス事業を一社で担当し、傘下にコンテンツ事業などが収まる構造だったが、2015年以降エレクトロニクス事業は事業ごとの分社化が進められ、2020年にはソニーエレクトロニクスに残りのエレクトロニクス事業が分社化された。2021年にはさらにエレクトロニクス事業を（2代目）ソニーに移管し、初代ソニーはソニーグループ株式会社に商号を変更した。
2022年3月31日現在の子会社数は1,521社、関連会社数は155社。連結子会社1,488社、持分法適用会社は139社。エレクトロニクスをはじめ、ゲーム、エンターテインメント（映画・音楽・アニメ）、金融（保険・銀行）など、様々な分野の企業を包括する。また、当社を筆頭に構成されるソニーグループの子会社群を通じ、銀行業・生命保険業・損害保険業・不動産業・放送業・出版業・アニメーション制作事業・芸能マネージメント事業・介護事業・教育事業・電気通信事業・キャラクターのライセンス事業なども手がける。かつては化学工業、小売業、電池、パソコン、計測器、白物家電、化粧品、飲食店、旅行業なども手がけていた。
東京証券取引所（1958年 - ）およびニューヨーク証券取引所（1970年 - ）に上場しており、それぞれの業種分類上は電気機器・一般消費財を手掛ける企業であるが、実際の事業内容を一様に定義することは困難と言える。
創業期からしばらくの間は、メカトロニクスや磁気や無線（ラジオやテレビ受像機）に関する電気製品（AV機器）を中心に手掛ける製造業の企業であり、（家庭用電気機械器具の製造業としての）代表的とされる製品としても、テープレコーダーやトランジスタラジオといった日本初の製品や、ウォークマンやハンディカムなど非常に小型化され取り回しやすい製品が挙げられるが、創業者である盛田昭夫や、幹部や社員による企画の推進によって、次第に他業種に参入し多様化していった。例えば、
- グループ最初の金融事業である生命保険（ソニー生命）や、映画製作事業（SPE）への参入 - 盛田の意向によるもの
- CMOSイメージセンサーの源流であるCCDイメージセンサーの開発 - 岩間和夫が主導
- 家庭用ゲーム機事業（PlayStation。ソニー・インタラクティブエンタテインメント）の発足 - 久夛良木健が主導

などが挙げられ、いずれも2020年現在の事業の柱とされているものである。
日本の教育機関である湘北短期大学（神奈川県厚木市）や、同じく日本の公益財団法人であるソニー教育財団とソニー音楽財団の設立にも関わっている。教育に関しては創業者の井深大の意向による。

## 沿革
2021年
- 4月1日 - ソニー本体及びエレクトロニクス・プロダクツ&ソリューション事業において、以下の企業組織再編を実施。
  - （初代）ソニー株式会社がソニーグループ株式会社に商号を変更し、純粋持株会社に移行[13]。
  - 連結子会社のソニーモバイルコミュニケーションズが、（初代）ソニー株式会社のエレクトロニクス事業を完全に移管、及びソニーエレクトロニクス、ソニーイメージングプロダクツ&ソリューションズ、ソニーホームエンタテインメント&サウンドプロダクツを吸収合併し、（2代目）ソニー株式会社に商号を変更[14]。

2022年
- 1月4日 - 電気自動車（EV）の事業会社「ソニーモビリティ」を同年春設立すると発表[15]。3月4日、ホンダとEV事業で提携すると発表した[16]。年内に共同出資会社を設け、両社で開発したEVを2025年に発売する。共同出資会社がEVの設計や開発、販売を手掛け、生産はホンダの工場に委託する。ソニーが車の頭脳にあたるソフトウエアや車内でのエンターテインメントを開発し、ホンダが駆動装置や安全機能などの機械的な技術を提供する。
- 3月2日 - ウクライナにおける人道支援活動 (累計 約8.66億円) を実施。[17]
- 4月4日 - 東京証券取引所の市場区分の見直しにより、東京証券取引所の市場第一部からプライム市場に移行。
- 6月16日 - 1月に発表のモビリティ会社を、本田技研工業との共同で設立すると発表。社名はソニー・ホンダモビリティ株式会社（英: Sony Honda Mobility Inc.）で、出資比率はソニーグループと本田技研工業が50%づつ[18]。新会社の設立は2022年中、EV販売とモビリティ向けサービス提供開始は、2025年を予定している。
- 10月19日 - イスラエルおよびガザ地区における人道支援活動（約3億円）を実施。[19]

2023年
- 12月5日 - 日本女子プロゴルフ協会（JLPGA）が主催する日本女子プロゴルフ選手権大会のトーナメントタイトルパートナー（2024年度からの3年間）となる特別協賛契約を締結。契約満了に伴って2023年度大会をもって終了したコニカミノルタ[20]から特別協賛を引き継ぎ、2024年度大会から「ソニー 日本女子プロゴルフ選手権大会」へ改名される[21]。

2024年
- 12月19日 - KADOKAWAとの資本業務提携を締結。2025年1月7日にKADOKAWAの新株式1205万4100株を取得しKADOKAWAの筆頭株主となる[22]。

2025年
- 5月8日 - バンダイナムコホールディングス、Gaudiyとの戦略的パートナーシップを開始。バンダイナムコホールディングスと共にGaudiyへ総額100億円を出資する[23]。
- 7月24日 - バンダイナムコホールディングスとの戦略的業務提携を締結。バンダイナムコホールディングスの株式1600万株を取得し、発行済株式総数の約2.5%を保有する株主となる[24]。

## スローガン・キャッチコピー
Purpose
「クリエイティビティとテクノロジーの力で、世界を感動で満たす。」
Values
- 夢と好奇心
- 多様性
- 高潔さと誠実さ
- 持続可能性

設立趣意書
「真面目ナル技術者ノ技能ヲ、最高度二発揮セシムベキ自由闊達ニシテ愉快ナル理想工場ノ建設」
過去のスローガン・キャッチコピー
- 1979年「It's a Sony」
- 1995年「リ・ジェネレーション」「デジタル・ドリーム・キッズ」
- 2004年「like.no.other」
- 2005年「Sony United」
- 2009年「make.believe（メイク・ドット・ビリーブ）」
- 2012年「One Sony」
- 2014年「感動 KANDO」

## 日本国内グループ企業

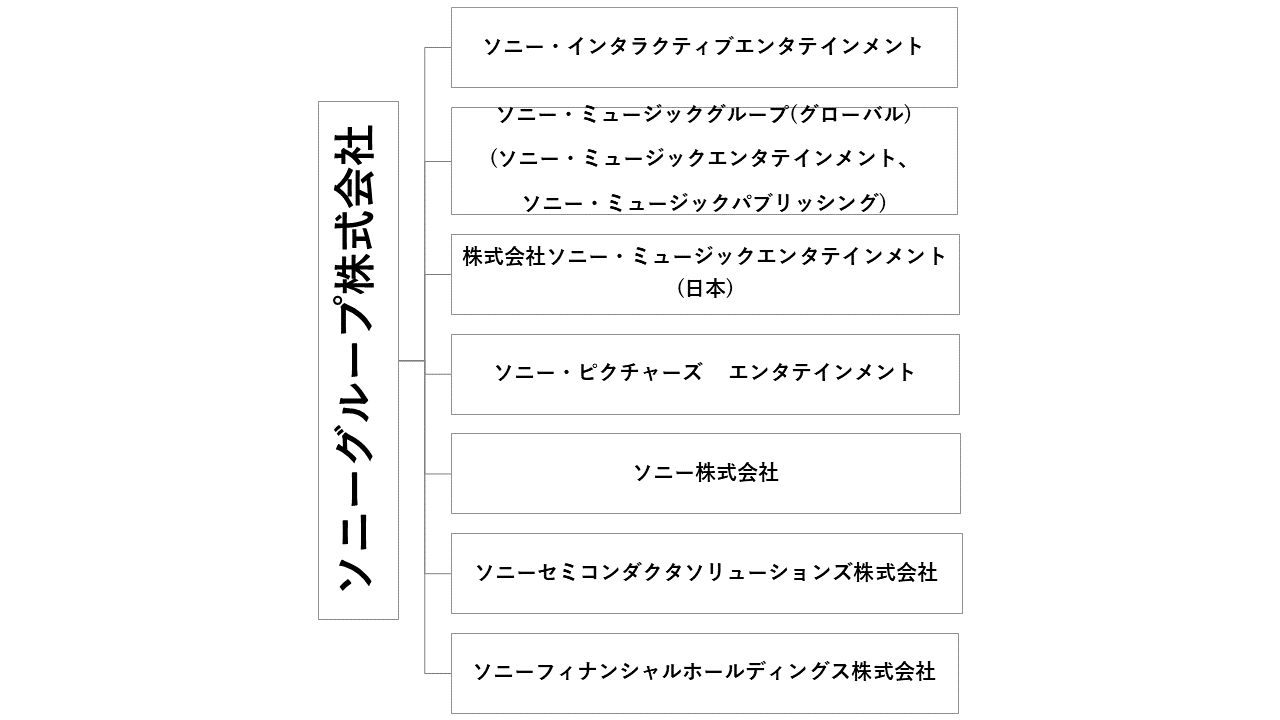
ソニーグループの概略図

### エンタテインメント・テクノロジー&サービス（ET&S）分野
- ソニー株式会社（2代目法人）（SEC）
  - ソニーグローバルマニュファクチャリング&オペレーションズ株式会社（SGMO）
  - ソニーデジタルネットワークアプリケーションズ株式会社（SDNA）
  - ソニーネットワークコミュニケーションズ株式会社（SNC）
    - SMN株式会社
      - SMNベンチャーズ株式会社[27]
      - 株式会社ゼータ・ブリッジ
      - ソネット・メディア・トレーディング株式会社[28]
      - ネクスジェンデジタル株式会社[29]
      - 台灣碩網媒體網路股份有限公司[30]

    - ソニーネットワークコミュニケーションズコネクト株式会社[31]
    - ソニーネットワークコミュニケーションズ スマートプラットフォーム株式会社[32]
    - ソニービズネットワークス株式会社
    - モーションポートレート株式会社
    - Qrio株式会社[33]
    - SoVeC株式会社[34]
    - So-net Entertainment Taiwan Limited
      - ソネットゲームスタジオ株式会社[35]

  - ソニーPCL株式会社
  - ソニーマーケティング株式会社（SMOJ）
    - ソニーカスタマーサービス株式会社
    - ソニーコンスーマーセールス株式会社
    - ソニービジネスオペレーションズ株式会社
    - ソニープロテクノサポート株式会社
    - ソニーリージョナルセールス株式会社
    - 株式会社レアソン

  - 株式会社フロンテッジ（ソニー60％、電通40％）[36]
  - Nevion AS[37]
  - Sony Electronics Inc
  - Sony Europe BV
  - 索尼（中国）有限公司
  - Sony Electronics Asia Pacific Pte. Ltd.
- ソニー・オリンパスメディカルソリューションズ株式会社（ソニー51％、オリンパス49％）[38]
- フェリカネットワークス株式会社（ソニー51％、NTTドコモ34％、東日本旅客鉄道15％）[39]
- Japan Advanced Semiconductor Manufacturing株式会社

### イメージング&センシング・ソリューション（I&SS）分野
- ソニーセミコンダクタソリューションズ株式会社
  - ソニーセミコンダクタマニュファクチャリング株式会社（SSS）
    - ソニーセミコンダクタエネルギーマネジメント株式会社

  - ミドクラジャパン株式会社
  - Sony Depthsensing Solutions SA/NV
  - Sony Semiconductor Israel Ltd.
  - Sony Advanced Visual Sensing AG
  - Sony Device Technology (Thailand) Co., Ltd.
  - Sony Precision Devices (Huizhou) Co., Ltd

### ゲーム&ネットワークサービス（G&NS）分野
- 株式会社ソニー・インタラクティブエンタテインメント（SIE）
  - 株式会社ポリフォニー・デジタル
  - Audiokinetic株式会社

### 映画分野
- 株式会社ソニー・ピクチャーズ エンタテインメント（Sony Pictures Entertainment66.7％、ソニーグループ33.3％）[40]
  - クランチロール株式会社

### 音楽分野（国内）
- 株式会社ソニー・ミュージックエンタテインメント
  - 株式会社アニプレックス
    - 株式会社A-1 Pictures
    - 株式会社Boundary
    - 株式会社CloverWorks
    - 株式会社リアルト・エンタテインメント
    - Aniplex of America Inc.
    - 安尼普（上海）文化艺术有限公司（アニプレックス51％、索尼（中国）有限公司/Sony(China)49%）[41]

  - 株式会社ソニー・クリエイティブプロダクツ
  - 株式会社ソニー・ミュージックアーティスツ
  - 株式会社ソニー・ミュージックソリューションズ
  - 株式会社ソニー・ミュージックパブリッシング
    - アルファミュージック株式会社

  - 株式会社ソニー・ミュージックマーケティングユナイテッド
  - 株式会社ソニー・ミュージックレーベルズ
    - 乃木坂46合同会社（ソニー・ミュージックレーベルズ50%、ノース・リバー50%）
    - Seed & Flower合同会社（ソニー・ミュージックレーベルズ50%、Y&N Brothers50%）
    - バズウェーブ合同会社（ソニー・ミュージックレーベルズ50%、アニプレックス50%）

  - 株式会社ミュージックレイン
  - 株式会社room NB
  - 株式会社次世代
  - 株式会社Zeppホールネットワーク（ソニー・ミュージックエンタテインメント66％、海外需要開拓支援機構34％）[42]
    - 株式会社Zeppライブ（Zeppホールネットワーク50％、バックステージプロジェクト50％）

  - 株式会社イープラス（株式会社ソニー・ミュージックエンタテインメント、株式会社クレディセゾン）
  - Peanuts Holdings LLC（WildBrain約41％、ソニー・ミュージックエンタテインメントが間接的に約39％）[43]

### 金融分野
- ソニーフィナンシャルグループ株式会社[44]
  - ソニー銀行株式会社
    - ソニーペイメントサービス株式会社（ソニー銀行57％、他4社）[45]
      - SmartLink Network Europe B.V.
      - SmartLink Network Hong Kong Limited
      - ETCソリューションズ株式会社（ソニーペイメントサービス70.2％、メイテツコム、沖電気工業）[45]

  - ソニー生命保険株式会社
    - ソニー生命ビジネスパートナーズ株式会社
    - SA Reinsurance Ltd.[46]
    - 株式会社IBJライフデザインサポート（IBJ70％、ソニー生命保険30％）[47]

  - ソニー損害保険株式会社
  - ソニーフィナンシャルベンチャーズ株式会社
  - ソニー・ライフケア株式会社
    - プラウドライフ株式会社
    - ライフケアデザイン株式会社

### その他
- 株式会社ソニーAI
- ソニーモビリティ
- ソニー・ホンダモビリティ（ホンダとの合弁会社）
- ソニーエナジー・デバイス株式会社
- ソニー企業株式会社
- ソニー希望・光株式会社
- 株式会社ソニー・グローバルエデュケーション（ソニー90％、ソニーコンピューターサイエンス研究所10％）[48]
- ソニーグローバルソリューションズ株式会社
- ソニーコーポレートサービス株式会社
  - 株式会社NSFエンゲージメント（NTTファシリティーズ66％、ソニーコーポレートサービス34％）[49]
- 株式会社ソニーコンピュータサイエンス研究所
  - ギリア株式会社（UEI42.8％、ソニーコンピュータサイエンス研究所28.6％、WiL28.6％）[50]
- ソニーストレージメディアソリューションズ株式会社
  - ソニーストレージメディアマニュファクチャリング株式会社
- ソニー・太陽株式会社
- ソニー知的財産サービス株式会社
- ソニーテクノクリエイト株式会社
- ソニーデザインコンサルティング株式会社[51]
- ソニーピープルソリューションズ株式会社
- ソニーファシリティマネジメント株式会社
- ソニーワイヤレスコミュニケーションズ株式会社
- SREホールディングス株式会社（ソニー53.01％、Zホールディングス41.16％）
  - SRE AI Partners株式会社[52]
  - 株式会社マネジメント・シェルパ・ソリューション（マネジメント・シェルパ・クリエイト、SREホールディングスを主要株主とする）
- エアロセンス株式会社（ソニー50.01％、ZMP49.99％）[53]
- エムスリー株式会社（ソニー34.0％）
  - 株式会社MICメディカル
  - エムスリーマーケティング株式会社
  - 株式会社シィ・エム・エス
  - 株式会社メディサイエンスプラニング
  - メビックス株式会社
  - アイチケット株式会社（エムスリー81.89％）[54]
  - エムスリーキャリア株式会社（エムスリー51％、エス・エム・エス49％）[55]
  - 株式会社empheal（NTTドコモ51％、エムスリー49％）[56]
  - LINEヘルスケア株式会社（LINE51％、エムスリー49％）[57]
  - Hyuga Pharmacy株式会社（黒木哲史、エムスリー、SMBCベンチャーキャピタルを主要株主とする）[58]
- 三井倉庫サプライチェーンソリューション株式会社（三井倉庫ホールディングス66％、ソニー34％）
  - ロジスティックスオペレーションサービス株式会社
  - MS Supply Chain Solutions (Malaysia) Sdn. Bhd.
  - MS Supply Chain Solutions (Thailand) Ltd.
- P5株式会社（エムスリー、Illuminaとの合弁会社）[59]
- Innovation Growth Ventures株式会社（大和キャピタル・ホールディングスとの合併会社）
- S.RIDE株式会社（ソニー、ソニーペイメントサービス、ほかによる共同会社）
- 公益財団法人ソニー音楽財団
- 公益財団法人ソニー教育財団
- 学校法人ソニー学園

ほか

## 海外グループ企業
- Sony Corporation of America - 米国
  - Sony Electronics USA Inc.
  - Sony DADC US Inc.（en）
  - Sony Entertainment, Inc.
    - Sony Pictures Entertainment Inc. - 米国
      - Sony Pictures Entertainment (Japan) lnc. - 日本
      - Sony Pictures Entertainment Motion Picture Group
        - Sony Pictures Home Entertainment Inc.
          - Sony Wonder（en）

        - Columbia Pictures Industries, Inc.
          - Ghost Corps, Inc.

        - TriStar Pictures, Inc.
          - TriStar Productions（en）

        - Sony Pictures Classics, Inc.
        - Screen Gems, Inc.
        - Sony Pictures Worldwide Acquisitions（en）
          - Affirm Films
          - Stage 6 Films, Inc.（en）
          - Destination Films

        - Sony Pictures Imageworks Inc.
        - Sony Pictures Animation Inc.

      - Sony Pictures Studios（en）
      - Sony Pictures Television Inc.
        - Sony Pictures Television Networks
          - Crunchyroll, LLC[60]
            - Crunchyroll Pty. Ltd.（Crunchyroll Store Australia〈en〉） - 豪州

          - AXN

        - Silvergate Topco Limited[61][62]
          - Wanda Groupとの合弁会社（Silvergate〈en〉49%）[61][62]

        - Silvergate BP Bidco Limited（Waheed Alli〈en〉が過半数の持分。SPEが子会社の英Columbia Pictures Corp., Ltd.を通じて31％を取得）[61][62]

    - Sony Music Group（en）
      - Sony Music Entertainment - 米国
      - Sony Music Publishing LLC

  - Sony Interactive Entertainment LLC - 米国
    - Bungie, Inc.[63][64]
    - PlayStation Studios
      - Insomniac Games, Inc.[65]
- Sony Europe Ltd. - 欧州
  - eSATURNUS NV - ベルギー
  - Sony Music Entertainment UK Ltd.
    - Ministry of Sound Recordings Ltd.
- Sony Life Singapore Pte. Ltd.
  - Sony Life Financial Advisers Pte. Ltd.（Sony Life Singapore74％、スターツ証券26％）

ほか

## 出資先

### 日本国内
- KADOKAWA（2.1%）
- フロム・ソフトウェア（14.09%）
- 東映アニメーション（1.9%）
- マッドハウス
- タムロン（14.09%）
- テレビ東京ホールディングス
- ANYCOLOR（5.59%）
- VAIO（4.7%）
- LINE Music（23.19%）
- レスターホールディングス（9.81%）

ほか

### 海外
- Spotify（2.85%）
- Discord
- Epic Games（4.9%）
- Bilibili（4.3%）
- Raspbrry Pi

ほか

## かつてのグループ企業
- ソニーモバイルコミュニケーションズ株式会社
  - ソニーモバイルコミュニケーションズジャパン株式会社
- ソニーイメージングプロダクツ&ソリューションズ
- ソニーホームエンタテインメント&サウンドプロダクツ
  - ソニービジュアルプロダクツ株式会社
  - ソニービデオ&サウンドプロダクツ株式会社
- ソニーエレクトロニクス株式会社[66]
- 株式会社ソニーファイナンスインターナショナル
- ソニー一宮株式会社
- ソニー美濃加茂株式会社
- ソニー瑞浪株式会社
- ソニー幸田株式会社
- ソニー稲沢株式会社
- ソニーデジタルプロダクツ株式会社
- ソニー熱田株式会社
- ソニー根上株式会社
- ソニー羽田株式会社
- ソニーブロードキャストプロダクツ株式会社
- ソニー木更津株式会社
- ソニー浜松株式会社
- ソニー栃木株式会社
- ソニー中新田株式会社
- ソニー北関東株式会社
- ソニー栃木株式会社
- ソニー千厩株式会社
- 株式会社コアエッジ（取締役2名75.9％、ソニーネットワークコミュニケーションズ21.8％、シンクロジック2.2％）[67]
- スタイリングライフグループ（リテール事業、旧ソニー・カルチャーエンタテインメント）
- デクセリアルズ（化学事業、旧ソニーケミカル）
- VAIO（パーソナルコンピュータ事業）
- ヴィジョンアーツ株式会社
- ソニービジネスソリューション株式会社
- ソニーエンジニアリング株式会社
- 株式会社ソニー・ミュージックコミュニケーションズ
- 株式会社クリップゲート
- 株式会社レーベルゲート
- 株式会社ジャレード
- 株式会社ソニーDADCジャパン
- 株式会社ソニー・ミュージックアクシス
- 株式会社ソラシア・エンタテインメント
- 株式会社エムオン・エンタテインメント
- ソニーライフ・ウィズ生命保険株式会社
- ソニーバンク証券株式会社
- Funimation Global Group, LLC
  - Funimation UK（en） - 英国
  - AnimeLab - 豪州
  - Wakanim SAS（en） - 仏
  - Ellation Holdings, Inc.[68]
  - VRV（en）
- AXN株式会社
  - 株式会社ミステリチャンネル
  - 株式会社AXNジャパン
  - 株式会社AXNエンタテインメント
  - 株式会社アニマックスブロードキャスト・ジャパン
  - 株式会社キッズステーション
- Nextorage株式会社[69]
- 株式会社Quatro A
- 株式会社フォワードワークス

## 主な事業所

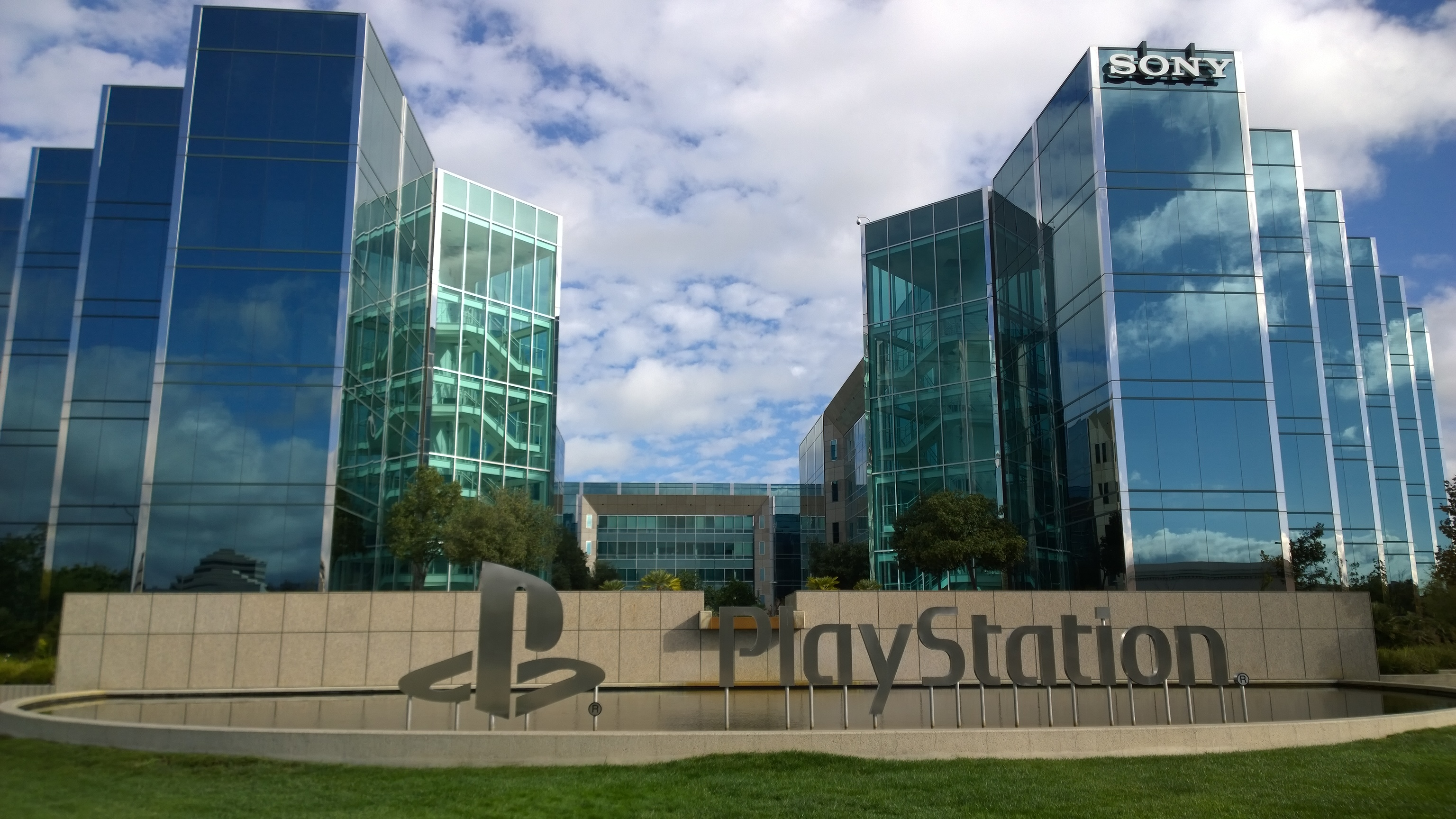
カリフォルニア州サンマテオにあるSIE本社

### 日本国内
- 本社（ソニーシティ） - 東京都港区港南に所在する本社ビル[70]。
- ソニーシティ大崎 - 東京都品川区大崎のNBF大崎ビル内に所在する事業所[70]。
- 御殿山テクノロジーセンター - 東京都品川区北品川に存在する研究開発施設
- ソニーシティみなとみらい - 神奈川県横浜市西区みなとみらいの横浜グランゲート内に所在する事業所[70]。
- 厚木テクノロジーセンター（旧・厚木工場） - 神奈川県厚木市に所在する研究開発施設[70][注釈 3]。
- 厚木第2テクノロジーセンター - 神奈川県厚木市に存在する研究開発施設
- 湘南テクノロジーセンター - 神奈川県藤沢市に存在する研究開発施設
- 仙台テクノロジーセンター - 宮城県多賀城市に存在する研究開発施設

### 海外
- ソニー・インタラクティブエンタテインメント（SIE）本社 - アメリカ合衆国カリフォルニア州サンマテオに所在。

## 主な商業施設・店舗など
- メディアージュ - 東京都港区台場に所在する複合商業施設。
- ソニーストア - 直販店[71]。

## かつての事業所・施設
- ソニービル - 東京都中央区銀座の数寄屋橋交差点に所在していた、ソニー製品のショールームやレストランなどが入るビル。2017年に解体され、跡地はGinza Sony Parkが建設された。
- ソニータワー大阪 - かつて大阪府大阪市中央区心斎橋筋に所在していたソニー製品のショールーム。
- ソニー歴史資料館 - かつては東京都品川区北品川に所在していた。設立趣意書や過去の商品を展示。
- メトレオン - かつて所有していた、アメリカ合衆国カリフォルニア州サンフランシスコの複合商業施設。
- ソニー・ビルディング - アメリカ合衆国のニューヨーク市マンハッタンに所在する超高層ビル「550 マディソン・アベニュー」の旧称、ソニー・コーポレーション・オブ・アメリカの旧本社。
- ソニーセンター - かつて所有していた、ドイツ・ベルリンに所在する複合商業施設。名称はそのまま引き継がれている。
- 品川シーサイドビジネスセンター - かつて東京都品川区東品川の品川シーサイドTSタワー内に所在していた事業所。
- 有明ビジネスセンター - かつて東京都江東区有明のTOC有明ウェストタワー内に所在していた事業所[70]。